# Tahtay Koraro (woreda)
Tahtay Koraro est un des 36 woredas de la région (kilil) du Tigré.